# کریز
کریز یا کاریز نام روستایی تاریخی از توابع بخش بررود شهرستان کوهسرخ در استان خراسان رضوی است. این روستا در دهستان بررود قرار گرفته و براساس سرشماری سال ۱۳۸۵ جمعیت آن ۹۹۶ نفر (۳۱۱ خانوار) است.

## اماکن تاریخی، آثار باستانی و جهانگردی
- آبشار کریز
- آبگرم معدنی کریز
- قلعه بیژن
- سد شاهی